# Palmas (microregio)
Palmas is een van de 39 microregio's van de Braziliaanse deelstaat Paraná. Zij ligt in de mesoregio Centro-Sul Paranaense en grenst aan de microregio's Pato Branco, Guarapuava, União da Vitória, Joaçaba (SC) en Xanxerê (SC). De microregio heeft een oppervlakte van ca. 5.406 km². In 2009 werd het inwoneraantal geschat op 92.974.
Vijf gemeenten behoren tot deze microregio:
- Clevelândia
- Coronel Domingos Soares
- Honório Serpa
- Mangueirinha
- Palmas

Mesoregio's: Centro Ocidental Paranaense · Centro Oriental Paranaense · Centro-Sul Paranaense · Metropolitana de Curitiba · Noroeste Paranaense · Norte Central Paranaense · Norte Pioneiro Paranaense · Oeste Paranaense · Sudeste Paranaense · Sudoeste Paranaense

Microregio's: Apucarana · Assaí · Astorga · Campo Mourão · Capanema · Cascavel · Cerro Azul · Cianorte · Cornélio Procópio · Curitiba · Faxinal · Floraí · Foz do Iguaçu · Francisco Beltrão · Goioerê · Guarapuava · Ibaiti · Irati · Ivaiporã · Jacarezinho · Jaguariaíva · Lapa · Londrina · Maringá · Palmas · Paranaguá · Paranavaí · Pato Branco · Pitanga · Ponta Grossa · Porecatu · Prudentópolis · Rio Negro · São Mateus do Sul · Telêmaco Borba · Toledo · Umuarama · União da Vitória · Wenceslau Braz